# Sonic the Hedgehog (мультсериал)
Sonic the Hedgehog (с англ. — «Ёж Соник») — американский мультсериал, созданный компанией DIC Entertainment на основе одноименной серии видеоигр. Впервые транслировался на канале ABC с 18 сентября 1993 года по 3 декабря 1994 года. Неофициально данный мультсериал известен как Sonic SatAM, или просто SatAM, поскольку выходил в эфир в субботу утром (англ. Saturday AM). Это название было дано сериалу фанатами, чтобы отличить его от прочих одноимённых произведений. Русскоязычная версия сериала также известна под названием «Соник: Энергетический камень» — название одного из DVD-дисков.
Выйдя в эфир незадолго после Adventures of Sonic the Hedgehog, другого мультфильма от той же компании, Sonic the Hedgehog отличился драматичной атмосферой и сравнительно сложным сюжетом; ёж Соник был представлен как член группы сопротивления, сражавшейся за свободу своего мира от поработившего его тирана, стремящегося превратить мир в загрязнённую индустриальную антиутопию. Мультсериал исследовал необычные для детской анимации темы, такие как отношения молодых пар и потеря близких на войне.
Sonic the Hedgehog содержит 26 серий, объединённых в 2 сезона. Когда как 1-й сезон состоял из сюжетно несвязанных друг с другом серий, то во 2-м появилась сюжетная арка. Третий сезон был на ранней стадии планирования, но из-за нарушения DIC договора с Sega of America сериал был отменён. Мир и персонажи этого шоу легли в основу одноимённых комиксов издательства Archie Comics, печатавшихся с 1993 по 2017 год.

## Сюжет
Действия мультсериала происходят в XXXIII веке на планете Мобиус, в значительной степени населённой антропоморфными животными, живущими в королевстве Акорн (англ. The Kingdom of Acorn). Между королевством и неизвестным врагом шла война, в которой королевство одержало победу благодаря ученому Джулиану Роботнику, создавшему боевые машины-роботы. Однако в мирное время Джулиан вместе со своим помощником и племянником Снивли устраивает переворот в столице Мобиуса — Моботрополисе. Он захватывает дворец короля Максимилиана Акорна и объявляет себя новым королём, изгнав прежнего в параллельное измерение, называемое Бездной (англ. The Void). Большую часть подданых Роботник берёт в плен, в том числе старого ежа-изобретателя сэра Чарльза. С помощью его изобретения, называемого роботизатором (англ. Robotisizer), диктатор начинает превращать в роботов своих пленников. Моботрополис становится Роботрополисом.
Немногим удалось сбежать, среди них оказались дети, скрывшиеся в деревне Нотхол (англ. Knothole) в Великом Лесу. Под предводительством бурундучихи Салли Акорн — принцессы и единственной наследницы короля, они образуют группу Борцов за Свободу (англ. Freedom Fighters), чтобы объединить усилия в борьбе с Роботником. Кроме Салли в группу входят скоростной племянник Чарльза ёж Соник, его лучший друг лисёнок Тейлз, специалист по механике морж Ротор, сын начальника охраны дворца французский койот Антуан Депардьё, наполовину роботизированная крольчиха Банни Раббот с южным акцентом, а также дракон Далси. У Салли есть Николь — карманный компьютер с искусственным интеллектом. Соник использует кольца силы, чтобы временно увеличить силу и скорость.
На протяжении всего мультсериала Борцы за Свободу противостоят Роботнику и его коварным планам, а также помогают другим обитателям Мобиуса.
Перелом в войне с Роботником наступает, когда Борцам за Свободу удается восстановить свободу воли роботизированного Чарльза и он переходит на их сторону, становясь шпионом в тылу врага. Спустя время Роботник раскрывает Чарльза и он сбегает в Нотхол.
Соник и Салли предпринимают попытку отправиться в прошлое и предотвратить переворот Роботника. Для этого они с помощью Далси отправляются на парящий остров, где используют камни времени и попадают на 11 лет в прошлое незадолго до переворота, но не успевают остановить Роботника. Однако, им удалось отвести более молодых себя в безопасное место, а также спасти няню Рози.
Тем временем Король Акорн заключен в Бездне вместе с Наугусом (англ. Naugus) — могущественным колдуном, ранее преданным Роботником. Наугус стремится выбраться из измерения и отомстить, для чего он решает заманить Соника в Бездну, считая, что с помощью его скорости удастся преодолеть притяжение измерения. Его план реализовывается, и вместе с королем он выбирается. Однако, из-за слишком долгого пребывания в Бездне их тела в обычном мире кристаллизируются и им приходится вернуться. Король успевает передать своей дочери список известных групп Борцов за Свободу, которые могут помочь в борьбе с Роботником.
Параллельно Роботник ведет работу над проектом «Судный День» (англ. The Doomsday Project), способным уничтожить всю органическую жизнь на планете. Он отправляет испытательную капсулу в Великое Ничто (англ. Great Unknown), где она сталкивается с вольчей стаей под предводительством Луп, и только с помощью Соника и Салли им удаётся уничтожить её. После этого Роботник решает использовать магические камни (англ. Deep Power Stones) и начинает раскопки в Друд Хэндже (англ. Drood Henge). Сонику вместе с Тейлзом удаётся перехитрить Роботника, убедив, что один из камней уничтожен, тогда как на деле они присвоили его себе. Будучи не в состоянии раскрыть истинную силу магических камней без недостающего, Роботник отказался от попыток использовать их силу.
Несмотря на все попытки Борцов за Свободу, проект «Судный День» всё-таки был завершён и приведён в действие. С целью остановить намечающийся геноцид, объединённые группы Борцов за Свободу нападают на машину. Соник и Салли используют магические камни и с их силой уничтожают творение Роботника вместе с ним самим. Борцы за Свободу празднуют свою победу, где Соник с Салли целуются. Однако, племянник Джулиана Снивли выжил и собирается продолжить войну. Вместе с ним некий союзник, чьи красные глаза демонстрируются в конце серии.

## Персонажи

Основные персонажи мультсериала, дизайны из 1 сезона. Слева направо по часовой стрелке, начиная с верха: д-р Джулиан Роботник, Снивли, Тейлз, Банни Раббот, Антуан Депардьё, Соник, принцесса Салли, морж Ротор, SWATbot, Клак

### Борцы за Свободу из Нотхола
- Ёж Соник — синий ёж с дерзким нравом, способный бегать со сверхчеловеческой скоростью. Является главным персонажем сериала. Обладает игривым, но никогда не подлым высокомерием, откровенно глумясь над врагами и не боясь острить перед лицом опасности, но когда в опасности оказываются его друзья или семья, то он становится очень серьезным, вплоть до панических атак. Нетерпелив, предпочитает делать, а думать уже потом, из-за чего иногда попадает в неприятности. Несмотря на недостатки в своём характере, обладает добрым сердцем и высоким чувством справедливости, бесконечно предан своей команде и стремиться заставить Роботника ответить за всё, что он сделал.
- Майлз «Тейлз» Прауэр — двухвостый лис, являющийся большим поклонником Соника и считающий Борцов за Свободу своей семьёй. Из-за малого возраста его не берут на миссии, но он очень желает принять участие в борьбе с Роботником и пытается помочь тем, чем может. Обладает проницательным умом и технической подколкой, за счёт чего несколько раз помог команде, распознав подделки Роботника.
- Принцесса Салли Алисия Акорн — бурундучиха с красными волосами, являющаяся единственной наследницей королевского престола. Является любовным интересом Соника. «Мозг команды» — умна и сообразительна, зрела, уверена в себе и обладает лидерскими навыками, за счёт чего составляет большую часть планов и стратегий, всегда пытаясь найти лучший путь к победе. Вместе с этим обладает дотошным и серьёзным характером, из-за чего регулярно ругается с Соником, но в конечном итоге они всегда мирятся. Очень беспокоится за своего пропавшего отца, пытается найти любые зацепки о его местонахождении. Не любит, когда её друзья относятся к ней по-особому из-за её титула принцессы.
- Николь — портативный компьютер, который использует Салли для получения информации, анализа данных и взлома технологий Роботника. Говорит монотонным женским голосом и демонстрирует признаки искусственного интеллекта. Указывается, что Салли получила её от отца.
- Банни Раббот — крольчиха с южным (техасским) акцентом. Из-за инцидента в прошлом её тело было частично роботизировано, что с одной стороны дало ей некоторые способности, в числе которых сверхчеловеческая сила и удлиняющиеся конечности, а с другой стороны, ей явно это не нравится и она желает вернуть своё органическое тело. Владеет боевыми искусствами. Несмотря на свою трагедию, очень добродушна и приветлива ко всем и всегда готова поддержать друга.
- Ротор — морж, являющийся талантливым механиком, снабжающий команду полезными изобретениями. Очень спокоен и дружелюбен, любит мир и стабильность. В прошлом хотел быть супергероем как Соник, но в итоге решил заниматься тем, что у него получается лучше всего — техникой. Как изобретатель, он очень любит свои творения — ему нравится, когда они работают хорошо и расстраивается, когда что-то идёт не по плану. Может быть застенчивым в общении, особенно с девушками.
- Антуан Депардьё — койот с французским акцентом, являющийся сыном начальника королевской стражи. Несмотря на это, обладает очень трусливым характером, из-за чего, вкупе со своей неуклюжестью, создаёт опасные ситуации для группы. Влюблён в Салли и ради её сердца притворяется смелым и готовым постоять за себя. Кроме того, Антуан завидует Сонику и его героическим поступкам, что побуждает его пытаться проявить себя, зачастую глупыми или болезненными способами.
- Далси — молодая дракониха, служащая транспортом для Борцов за Свободу. Обладает мощными лёгкими, за счёт чего может сдувать врагов и сжигать/замораживать их огненным или ледяным дыханием. Она не умеет приземляться, из-за чего часто сносит всё на своём пути при посадке.

### Антагонисты
- Др. Джулиан Роботник — злобный учёный, устроивший переворот и захвативший всю власть в Моботрополисе, превратив его в Роботрополис. Стремится роботизировать всю планету и превратить всех живых существ в роботов-рабов. Его главные враги — Борцы за Свободу, среди которых больше всего он ненавидит ёжика Соника. Предпочитает играть со своими врагам, чем сразу же уничтожать. Очень злится когда его планы проваливаются, всю свою злобу вымещает на своём племяннике Снивли.
- Снивли — племянник Роботника и его ассистент. Выполняет всю грязную работу за своего дядю и жестоко наказывается за каждую оплошность, из-за чего пуглив, забит и часто жалуется на свою жизнь. В тайне ненавидит своего дядю и при каждой удобной возможности оскорбляет его за его спиной. Мечтает свергнуть Роботника и самому встать во главе империи, выжидая подходящего момента. Считает свои стратегии более эффективными, нежели своего дяди.
- Наугус — могущественный колдун гуманоидного вида: с ушами летучей мыши, рогом носорога на голове, ракообразной клешнёй вместо левой руки и хвостом как у ящерицы. Был предан Роботником и заключён в Бездну, откуда стремиться выбраться и отомстить Роботнику.
- SWATbot’ы — основные роботы-пехотинцы Роботника. Представляют собой чёрные фигуры гуманоидного вида с красным визором на голове. Для атаки используют встроенные в их руки бластеры.
- Клак — роботизированная птица, похожая на курицу. Единственное существо, к которому Роботник проявляет привязанность. Появляется только в 1 сезоне.

### Персонажи второго плана
- Сэр ёж Чарльз «Дядя Чак» — дядя Соника, также изобретатель роботизатора, впоследствии украденного Роботником. Был роботизирован и лишён воли, но впоследствии Соник возвращает ему свободу воли и он становится шпионом Борцов за Свободу в Роботрополисе.
- Король Акорн — бывший король Моботрополиса и отец Салли. Был изгнан в Бездну в начале переворота Роботника, где в итоге был заключён на долгие годы вместе с Наугусом. Попытка его освобождения не увенчалась успехом, но он успел передать Салли список всех групп Борцов за Свободу на Мобиусе.
- Ари — баран, работавший двойным агентом Роботника чтобы освободить своих друзей, но в итоге был предан и пойман в ловушку. Позже его освобождает Соник и он присоединяется к Борцам за Свободу.
- Луп — волчица, предводительница стаи волков и союзница нотхольских Борцов за Свободу в войне с Роботником. Умна, отзывчива и умеет разрабатывать стратегию. Хоть и её стая предпочитает изоляцию, она тем не менее очень гостеприимна к незнакомцам с добрыми намерениями.
- Рози — няня Салли в детстве, именно она отвела будущих Борцов за Свободу в Нотхол, но затем была поймана и роботизирована. В результате путешествия во времени Соника и Салли была спасена.
- Маттски — неантропоморфный пёс, бывший питомец Соника и Чарльза. После переворота Роботника был роботизирован, став рабом злобного доктора. Появился только в пилотной серии «Heads or Tails».

## Роли озвучивали
| Персонаж                                                  | Актёр озвучивания                            |
| --------------------------------------------------------- | -------------------------------------------- |
| Ёж Соник                                                  | Джалил Уайт                                  |
| Майлз «Тейлз» Прауэр                                      | Брэдли Пирс                                  |
| Салли Акорн, Николь, компьютер (в серии «Heads or Tails») | Кэт Сьюси                                    |
| Морж Ротор                                                | Марк Баллоу (сезон 1) Кэм Брейнард (сезон 2) |
| Антуан Депардьё                                           | Роб Полсен                                   |
| Банни Раббот                                              | Кристин Кавана                               |
| Сэр ёж Чарльз «Дядя Чак»                                  | Уильям Уиндом                                |
| Доктор Роботник, SWATботы, дополнительные голоса          | Джим Каммингс                                |
| SWATботы, дополнительные голоса                           | Фрэнк Уэлкер                                 |
| SWATботы (в титрах не указан)                             | Джефф Беннетт                                |
| Снивли                                                    | Чарльз Адлер                                 |
| Дракон Далси                                              | Кри Саммер                                   |
| Ёжик Соник в детстве                                      | Тадж Моури                                   |
| Салли Акорн в детстве, дополнительные голоса              | Дана Хилл                                    |
| Луп                                                       | Шари Белафонте                               |
| Рози                                                      | Эйприл Уинчелл                               |
| Роб-Бекка                                                 | Эйприл Уинчелл                               |
| Иксис Наугус                                              | Майкл Белл                                   |
| Король Максимилиан Акорн, хранитель камней времени        | Тим Карри                                    |
| Баран Ари                                                 | Дориан Хэрвуд                                |

## Производство
Sonic the Hedgehog был создан DIC Animation City в сотрудничестве с Sega of America и итальянской студией Reteitalia S.p.A., входящей в состав компании Fininvest, в ассоциации с Telecinco. Анимация шоу была передана на аутсорсинг корейской студии Saerom Animation и испанской студии Milimetros.
Перед началом производства генеральный директор Sega of America Том Калински и недавно назначенный директор по потребительским продуктам Мишелин Рисли обратились к генеральному директору DIC Entertainment Энди Хейворду и представителям сети ABC с просьбой создать телешоу с участием Соника. После показа персонажа Хейворд согласился с предложением и получил лицензию. По словам Робби Лондона DIC изначально заключила сделку на производство только субботнего утреннего мультфильма о Сонике для канала ABC. Первоначальный выход в эфир был запланирован на конец 1992 года.
DIC также хотела расширить шоу и выпустить дополнительные эпизоды для синдикации по будням, что она уже делала с «Настоящими охотниками за привидениями», но Марк Педовиц, старший вице-президент по деловым вопросам и контрактам в ABC того времени, отверг эту идею, заявив Лондону: «Если вы, ребята, хотите заняться синдикацией — пожалуйста, идите с Богом, но в нашей сети вас не будет». В итоге DIC решила создать для синдикации отдельное, совершенно другое шоу о Сонике, которым стало Adventures of Sonic the Hedgehog. За это время концепция субботнего утреннего мультфильма изменилась, чтобы отличаться от синдицированного шоу.
Мультфильм должен был быть более беззаботным и ярким в сравнении с конечным продуктом, о чём свидетельствует пилотный эпизод «Heads or Tails», ранние выпуски комиксов от Archie Comics, а также ранние рекламные материалы в Sonic the Comic от Fleetway; судя по скриншотам из первого выпуска Sonic the Poster Mag, ранняя концепция шоу включала в себя совершенно другой состав Борцов за Свободу. За исключением Соника в команду входили персонажи, созданные на основе животных, которых он спасает в первой игре: принцесса Акорн, кролик Джонни Лайтфут, пингвин Такс, морж Джо Суши, петух Чирпс, свин Поркер Льюис и птичка Флики, в то же время Тейлз отсутствовал. Помимо Соника, из первоначального состава персонажей осталась только Салли Акорн, но её дизайн сильно изменился: в пилотном выпуске «Heads or Tails» у неё была другая цветовая схема, к примеру, её шерсть была розового, а не коричневого цвета. Тем не менее, такой дизайн Салли был использован в ранних выпусках комиксов от Archie Comics, специальном эпизоде Sonic Christmas Blast мультсериала Adventures of Sonic the Hedgehog, а также в игре Sonic the Hedgehog Spinball.
Первый сезон Sonic the Hedgehog имел сюжетно несвязанные друг с другом серии, выходившие в эфир не в порядке производства, в то время как второй сезон имел сюжетную арку, которая продолжилась бы и в третьем сезоне. По запросу ABC мрачный и драматичный тон во втором сезоне был несколько смягчён, было сделано несколько юмористических эпизодов с участием Антуана. Другие важные изменения второго сезона включают дизайн принцессы Салли, начавшей носить синий жилет, новый дизайн моржа Ротора, добавление дракона Далси.

### Музыка
Музыка для мультсериала была написана Майклом Таверой (1 сезон), Мэттом Мухабераком и Джоном Цукером (2 сезон). Заглавная песня The Fastest Thing Alive была исполнена группой Noisy Neighbours. Помимо неё для сериала было написано ещё несколько музыкальных тем, среди которых Way Past Cool и ещё 3 безымянных композиции. Все они не были использованы по неизвестным причинам.
В апреле 2022 года группа Crush 40 записала кавер на заглавную песню сериала специально для проекта Team Sea3on. Вокалистом выступил Джонни Джиоэли.

### Домашние релизы
Sonic the Hedgehog регулярно выпускался на VHS-кассетах и DVD-дисках по всему миру. Первые американские релизы вышли в 1994 году на VHS-кассетах, содержавших по 2 серии. В 2007 году вышел DVD-сборник Sonic the Hedgehog: The Complete Series от Shout! Factory, содержавший весь мультсериал и бонусный контент, в числе которого были интервью со сценаристом Беном Хёрстом и актёром озвучивания Соника Джалилом Уайтом, раскадровки раннего интро, копия сценария эпизода «Heads or Tails». Последним релизом на носителях на момент начала 2024 года стал DVD-бокс от NCircle Entertainment, выпущенный на 30-летие сериала 19 сентября 2023 года.

#### В России
В России мультсериал был официально дублирован студией «ИНИС» по заказу «Союз-Видео» в 2007 году под названием «Соник». Распространение происходило на DVD-дисках, коих всего было выпущено 6 штук по 4 серии каждый, суммарно содержавшие 24 серии: «Ответный удар», «На крючке», «Энергетический камень», «Рывок в прошлое», «Парящий остров» и «Волчий зов»; серии «Heads or Tails» и «The Doomsday Project» переведены не были. Русскоязычная версия сериала также известна под названием «Соник: Энергетический камень» — название одного из DVD-дисков.

## Отмена сериала
Всего было выпущено 26 серий Sonic the Hedgehog, объединённых в 2 сезона, после чего производство мультсериала было отменено, тем самым повествование оборвалось на клиффхэнгере. Отмена произошла из-за того, что DIC продавала плёночные кадры, принадлежавшие Sega of America, из-за чего последняя наложила судебный запрет на дальнейшее производство сериала. Ранее люди, связанные с сериалом, называли другие причины отмены: Робби Лондон называл причиной покупку Disney канала ABC, Бен Хёрст говорил об упавших рейтингах из-за конкуренции с другими сериалами, главным образом с Могучими рейнджерами.
Несмотря на отмену сериала, Бен Хёрст продолжил работу над сценарием к третьему сезону в надежде на возвращение сериала. Он также проявлял активность в сообществе мультсериала и принял участие в нескольких интервью, одно из которых было включено в бонусный контент на DVD от Shout! Factory. По его сценарию в третьем сезоне Снивли временно должен был взять всю власть в свои руки, но в итоге не сумев её удержать, был бы свергнут Наугусом, который стал бы главным антагонистом; Соник должен был претерпеть личностные изменения; Тейлз должен был повзрослеть и куда активнее принимать участие в деятельности Борцов за Свободу; планировалось введение персонажа, который стал бы соперником Соника за сердце Салли; в конце сезона (при разрешении Sega) должен был появиться Наклз. В планах также были история Николь — портативного компьютера Салли, которая, как предполагалось, в прошлом должна была быть обычной мобианкой и подругой принцессы; а также раскрытие некоторых деталей о предыстории Мобиуса. Хёрст в течение многих лет пытался возродить сериал путём как непосредственного возвращения в производство, так и иными способами, включая создание отдельного фильма с окончанием истории, но все эти попытки не обернулись успехом. Бен Хёрст умер в 2011 году, после чего все его записи и сценарии были выложены в открытый доступ.

### Team Sea3on
В 2009 году онлайн-сообщество FUS («Fans United for SatAM») начало работу над воплощением в жизнь третьего сезона Sonic the Hedgehog в формате веб-комикса. К 2019 году образовалось подразделение Team Sea3on, занявшееся созданием третьего сезона в анимационном виде, взяв за основу сценария веб-комикс и записи Бена Хёрста. К работе над проектом присоединились некоторые люди, ранее работавшие над оригинальным мультфильмом, такие как продюсер Рон Мирик. Team Sea3on работает с надёжными юридическими каналами, чтобы разрабатывать проект с осведомлением Sega. Этот проект привлёк внимание таких СМИ, как IGN.
В апреле 2022 года на YouTube-канал группы был загружен тизер-трейлер с кавером на заглавную песню мультсериала от Джонни Джиоэли из Crush 40. На тот момент проект находился на очень ранней стадии: из запланированных 12 эпизодов работа велась только над первым. В планах команды передать производство остальных эпизодов сторонней анимационной студии и попытаться разместить итоговый проект на потоковом сервисе.

## Адаптации и упоминания

### Комиксы и книги
- Мир и вселенная мультсериала были использованы в серии комиксов Sonic the Hedgehog от Archie Comics. Несмотря на то, что комиксы начали печататься в июле 1993 года, а премьера мультсериала состоялась только в сентябре, их разработка велась параллельно, и именно комиксы являются адаптацией мультсериала. Вначале комиксы были менее мрачными; их беззаботный тон больше напоминал Adventures of Sonic the Hedgehog, чем Sonic the Hedgehog, но постепенно их сюжеты стали более серьёзными. Из-за того, что оба произведения разрабатывались одновременно, изменения в мультсериале не всегда успевали найти отражение в комиксах. В результате, в ранних выпусках Салли была представлена в совсем другом дизайне, нежели в мультсериале, морж Ротор именовался Бумером[6][41], а Антуан носил другую фамилию — Д’Кулетт. Кроме непосредственно вселенной мультсериала в комиксах были адаптированы две его серии: «Ghost Busted» (Super Special № 8) и «Cry of the Wolf» (№ 113). Постепенно в комиксах стали появляться персонажи из игр, других мультфильмов и комиксов. Печатавшиеся с 1993 года по 2017 годы, и включающие в себя мини-серии, специальные выпуски и спин-оффы, они считаются самыми продолжительными комиксами на основе видеоигр по версии книги рекордов Гиннесса[42].
- На основе мультсериала и комиксов Майклом Тейтельбаумом были написаны несколько детских книг для американского рынка в 1990-х годах, выпущенных издательством Troll Associates: Sonic the Hedgehog[43][44], Sonic the Hedgehog: Robotnik’s Revenge[45], Sonic the Hedgehog: Fortress of Fear[46], Sonic the Hedgehog: Friend or Foe?[47], Sonic & Knuckles[48], Sonic X-treme[49]. Первая книга Тейтельбаума, Sonic the Hedgehog, позже была адаптирована Джуди Найер и иллюстратором Роном Залмом в книжку с картинками, и издана Watermill Press[50].
- Серия из трёх книг с участием персонажей мультсериала была написана Джоном Мичлигом, иллюстрирована Артом Мовинни и опубликована Golden Books Entertainment под баннером «Look Look Books». Изначально книги были доступны через книжные клубы Scholastic[англ.]. Во всём мире было продано в общей сложности более полумиллиона копий этих книг[51]. Четвёртая книга была написана Паркером Смитом, проиллюстрирована Пенри Криэйтивом и опубликована под баннером «Big Golden Book»[50].
- Ещё одна книга с персонажами Sonic the Hedgehog была издана Publications International. Она носила название «Sonic the Hedgehog (Look and Find)» и представляла собой вариацию «Где Уолли?»[50].

### Игры
- Sonic the Hedgehog Spinball является единственной вышедшей официальной игрой, в которой присутствуют персонажи из Sonic the Hedgehog. В ней на бонусных уровнях игрок должен спасти Ротора, Банни, пса Маттски и принцессу Салли, дизайн которой был взят из пилотной серии мультсериала. Sonic the Hedgehog Spinball была разработана Polygames и Sega Technical Institute, издана Sega и в 1993 году выпущена на платформу Sega Mega Drive, в 2009 году появилась на мобильных телефонах, в 2010 году — в Steam и на iOS, также неоднократно входила в различные сборники игр. Игра также вышла в 1994 году на Sega Game Gear, и в 1995 году — на Sega Master System, но в этих версиях персонажи мультсериала отсутствуют.Скриншот из игры Sonic-16.

Скриншот из игры Sonic-16

- Sonic-16 — отменённая игра, которая должна была быть основана на мультсериале. Игру разрабатывала Sega Technical Institute для Sega Mega Drive. В ноябре 1993 года была представлена демоверсия, демонстрирующая концепцию игры, однако далее разработка Sonic-16 прекратилась[52].
- Sonic Mars — один из прототипов Sonic X-treme, разрабатывавшийся Sega Technical Institute для Sega 32X. Её сюжет был основан на сериале, а одними из играбельных персонажей должны были стать Салли и Банни[53][54].
- С помощью хака, в игре SegaSonic the Hedgehog можно найти спрайты с дизайном Роботника из мультсериала Sonic the Hedgehog[55].
- В американском руководстве к игре Sonic CD ежиха Эми Роуз упоминается как Принцесса Салли[56].

#### Фанатские игры
- Sonic Epoch — homebrew игра-платформер для Game Boy Advance, появившаяся в 2000 году. По сюжету Соник отправляется на 10 лет в будущее, в котором Роботник победил, и немногие оставшиеся Борцы за Свободу сводят концы с концами. Соник должен дать отпор злобному доктору и вернуться в своё время. Первоначально игра разрабатывалась для DOS (позже Windows), но не была завершена. Версия для GBA хоть и была завершена, но включала не все аспекты оригинала[57].
- Sonic the Hedgehog RPG — серия РПГ-игр по вселенной мультсериала. Состоит из нескольких эпизодов[58].

### Прочее
- Sonic Underground — третий мультсериал о Сонике от DIC Entertainment, часто называемый духовным наследником Sonic the Hedgehog[59][60].
- Cуществовавший в 1997—2000 годах парк развлечений Sega World Sydney[англ.] в Сиднее использовал некоторые элементы из мультсериала, в частности на кукольном шоу Sonic Live in Sydney одним из персонажей была Салли[61].
- Не считая комиксов, роботы SWATbot’ы позже появились в мультсериале Sonic Underground и игре Sonic Chronicles: The Dark Brotherhood.
- Принцесса Салли Акорн появляется в эпизодической роли в Sonic Christmas Blast — специальном выпуске мультсериала Adventures of Sonic the Hedgehog, вышедшем на Рождество 1996 года. В этом эпизоде был использован её старый дизайн из пилотной серии Sonic the Hedgehog.

## Отзывы
Sonic the Hedgehog занял 9-е место за всё время «субботнего утра» на момент 1994 года, получив рейтинг 5,2 за 1 сезон, что соответствует примерно 4,8 миллиона зрителей. В субботнее утро 18 сентября 1993 года сериал занял 1 место по числу зрителей. В 1994 году сериал выиграл Golden Real Award от Motion Picture за лучшую работу над звуком.
Русскоязычный обозреватель Семён Трясин в своей ретроспективе назвал ситуацию с трансляцией одновременно двух телесериалов о Сонике (Adventures of Sonic the Hedgehog и Sonic the Hedgehog) от одной студии уникальной для телевидения. Сами шоу он назвал «плохо состарившимися» и быстро проигравшими конкуренцию Могучим рейнджерам. По его мнению, с сериалами можно ознакомиться в «образовательных целях». Анатолий Сонин в журнале «Страна Игр» сравнил сериал с «Чипом и Дейлом» и отметил непохожесть на игры. По его мнению, «смотреть сам по себе сериал в сознательном возрасте, конечно, неинтересно, но в нем создан занятный мир, впоследствии неплохо раскрытый в комиксах».
По мнению Яна Флинна — сценариста комиксов от Archie и IDW, а также Sonic Frontiers, каждая из анимационных адаптаций Соника неправильно понимала суть персонажа. Сценарий Sonic the Hedgehog, по его мнению, делал слишком большой акцент на принцессе Салли, оставляя Сонику роль «бога из машины» для решения проблем каждого эпизода. Также он отметил «мрачное экологическое послание 90-х».
Первый сезон шоу получил рейтинг одобрения 40 % на агрегаторе Rotten Tomatoes, основываясь на пяти обзорах. Патрик Ли из A.V. Club положительно оценил шоу, написав: «шоу отправляет своих мультяшных персонажей-животных в наиболее драматичные места, в которые они только могли попасть, при этом не углубляясь в самопародию. На протяжении всего сериала персонажи сталкиваются с утратой, романтикой и смертью […] На всём протяжении сериал успешно справляется с такого рода балансом, и даже спустя 20 лет это всё ещё хороший субботний утренний мультфильм». Марк Бозон из IGN раскритиковал сериал, сравнив его с Супершоу супербратьев Марио и Легендой о Зельде и причислив к категории «настолько плохо, что даже хорошо» — по его словам такие сериалы могли казаться «крутыми» десятилетия назад, но на деле «облаживаются каждую секунду каждого эпизода». Он назвал сценарий сериала «смехотворным», а большую часть остальных аспектов «обычными, ничем не выделяющимися», по итогу оценив сериал в 6 баллов из 10. Тодд Дуглас в отзыве для DVD Talk заявил, что сериал не прошёл проверку временем. Назвав его в целом низкокачественным, он отметил, что это всё же не полный провал, и в шоу есть несколько эпизодов, стоящих внимания.
Люк Овен в статье для Flickering Myth написал, что шоу состарилось лучше, чем многие думают. Он похвалил хорошо выполненные аспекты шоу и задаваемое им отношение к войне, но раскритиковал Антуана, назвав его худшим персонажем сериала. Журналист The Escapist Боб Чипман отметил, что в сериале представлена весьма угрожающая вариация доктора Роботника и увлекательная история. GamesRadar назвал мультсериал одним из худших событий, произошедших с Соником, и раскритиковал его сюжет и персонажей, назвав их «нежелательными». Журналист USGamer Боб Макки написал, что сценарий мультфильма не соответствует его интригующей идеи. В частности, он утверждал, что персонаж Антуан является «воплощением негативных стереотипов о французах».
Кевин Тэш в своём рейтинге лучших мультсериалов о еже Сонике на Collider поставил Sonic the Hedgehog на третье место. Он назвал его «достаточно мрачным для детского шоу» и оказавшим большое влияние на франшизу, а также сравнил со «Звёздными войнами». Дэйв Трамбор в аналогичном рейтинге поставил этот мультсериал на 1-е место. Тайлер Б. Сирл включил Sonic the Hedgehog в свой рейтинг лучших мультсериалов на основе видеоигр, отметив «впечатляющую историю с экологическим посланием», а также поставил на 4-е место в рейтинге лучших мультсериалов, отменённых после 2 сезона. Kotaku в своём рейтинге фильмов и сериалов о Сонике поставил Sonic the Hedgehog на 6-е место, похвалив за повествование и сеттинг и назвав «предвестником будущих мрачных поворотов франшизы», но отметив оригинальный состав персонажей, из-за чего сериал чувствуется «слишком оторванным» от нынешней франшизы. Стивен Голланд добавил сериал в рейтинг «самых недооценённых мультфильмов по мотивам видеоигр», описав его так: «с темами смерти, утраты и романтики Sonic the Hedgehog не побоялся раздвинуть границы детских развлечений, создав произведение, полное пафоса и глубины. Благодаря ярким чертам и точному изображению войны, он стал одним из самых захватывающих мультфильмов 1990-х».